# Lärkstaden
Lärkstaden (eller Lärkstan) är ett informellt område i stadsdelen Östermalm i Stockholms innerstad, huvudsakligen uppfört 1907–1917 efter stadsplan av Per Olof Hallman. Området har fått sitt namn från det tidigare kvarteret Lärkan i området. Den norra delen av området har karaktär av villastad, men få villor eller så kallade townhouses utnyttjas idag som enfamiljshus, och området har under efterkrigstiden kommit att präglas av kontor och utländska beskickningar. Områdets södra bostadskvarter består av flerfamiljshus och domineras av Engelbrektskyrkan. Lärkstaden är av riksintresse för kulturminnesvården.

## Avgränsning

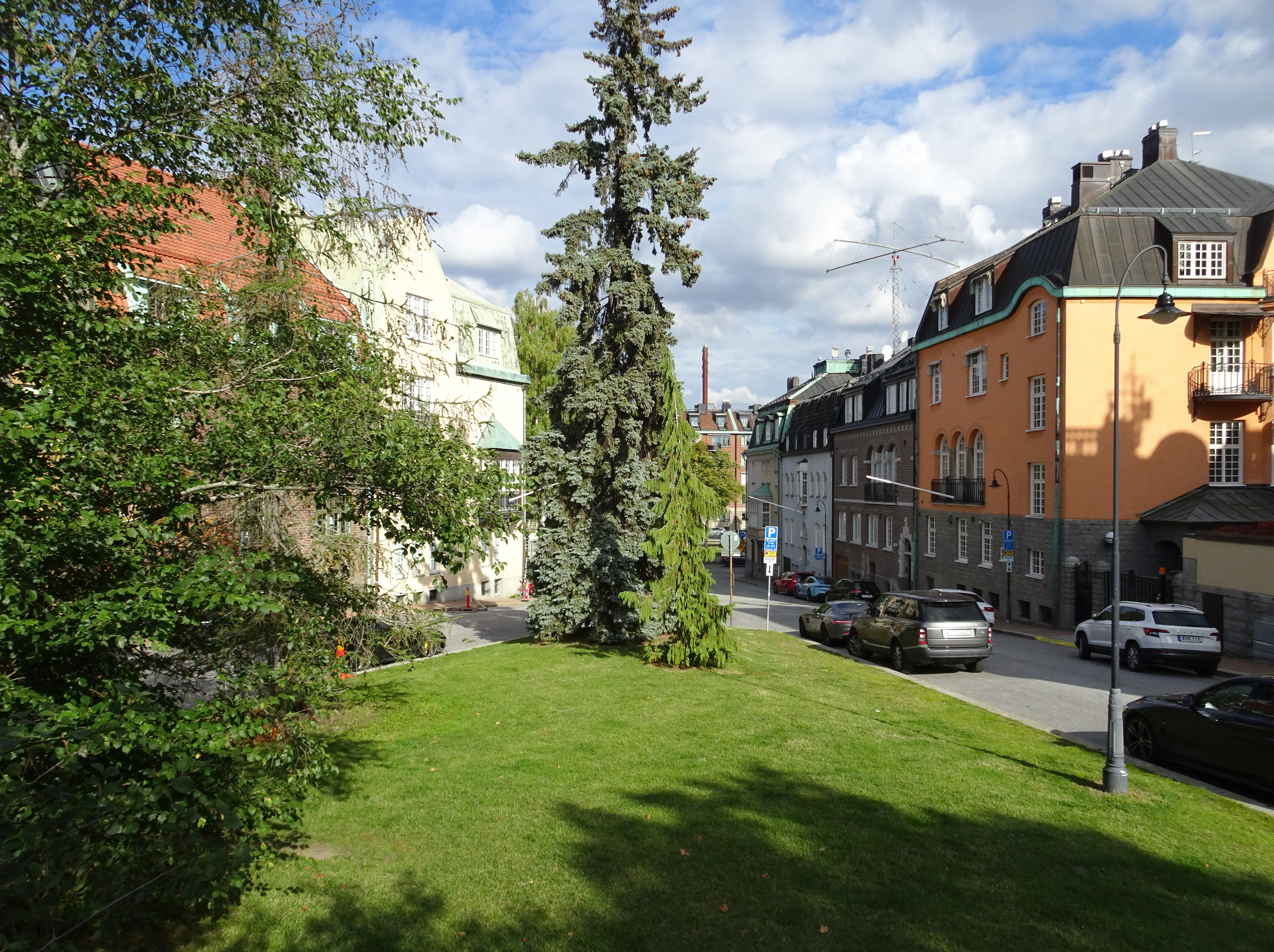
Tyrgatan norrut med Balders hage.

Eftersom området är informellt har det inga officiellt fastställda gränser. Idag avses vanligen ett område begränsat av Odengatan i nordväst, Valhallavägen i nordost, Uggelviksgatan i sydost och Karlavägen sydväst. Ibland avses det ursprungliga området av kvarter med lärk-namn norr om Östermalmsgatan. Basområde Lärkstaden, som omfattar ett något större område än den gängse definitionen, inkluderar ett antal kvarter söder om Karlavägen. Basområdet omfattar därmed 16 kvarter, har en landareal på 16 ha samt hyser 2.310 invånare år 2012. Inom området återfinns även parken Balders hage.

## Etymologi
Under 1870- och 1880-talen hade Stadsfullmäktige antagit den så kallade Lindhagenplanen som bland annat reglerade Ladugårdslandets norra delar. I dagens Lärkstaden utlades de tidigare stora kvarteren Lärkan och Domherren, vilka liksom omgivande kvarter fått fågelnamn. Kvarteret Lärkan var det första att enhetligt exploateras, och härigenom fick området sitt namn.
En mer fantasifull förklaring till namnet återfinns i folketymologin som vill göra gällande att namnet kommer från stockholmsslangordet berglärka, vilket betyder prostituerad. Berglärkorna skulle enligt förklaringen ha hållit till i bergsområdet ovanför Stora Träsket och lockat till sig de hemvändande roslagsbönderna sedan de varit i staden och sålt sina varor.

## Historik

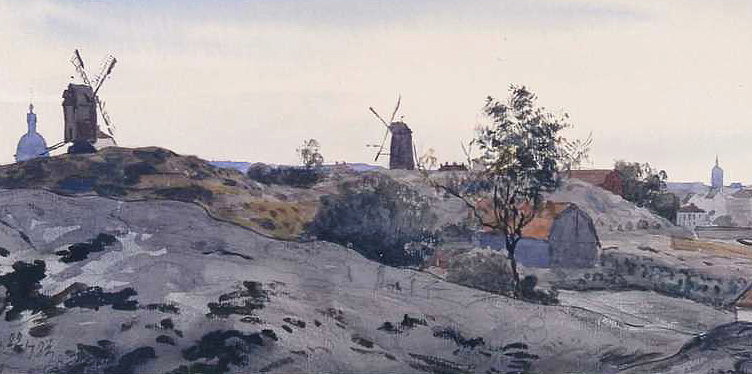
T.v. Engelbrektskvarnen på berget där Engelbrektskyrkan nu finns. T.h. kvarnen Starckan på Eriksberg enligt akvarell av Albert Theodor Gellerstedt 1878.

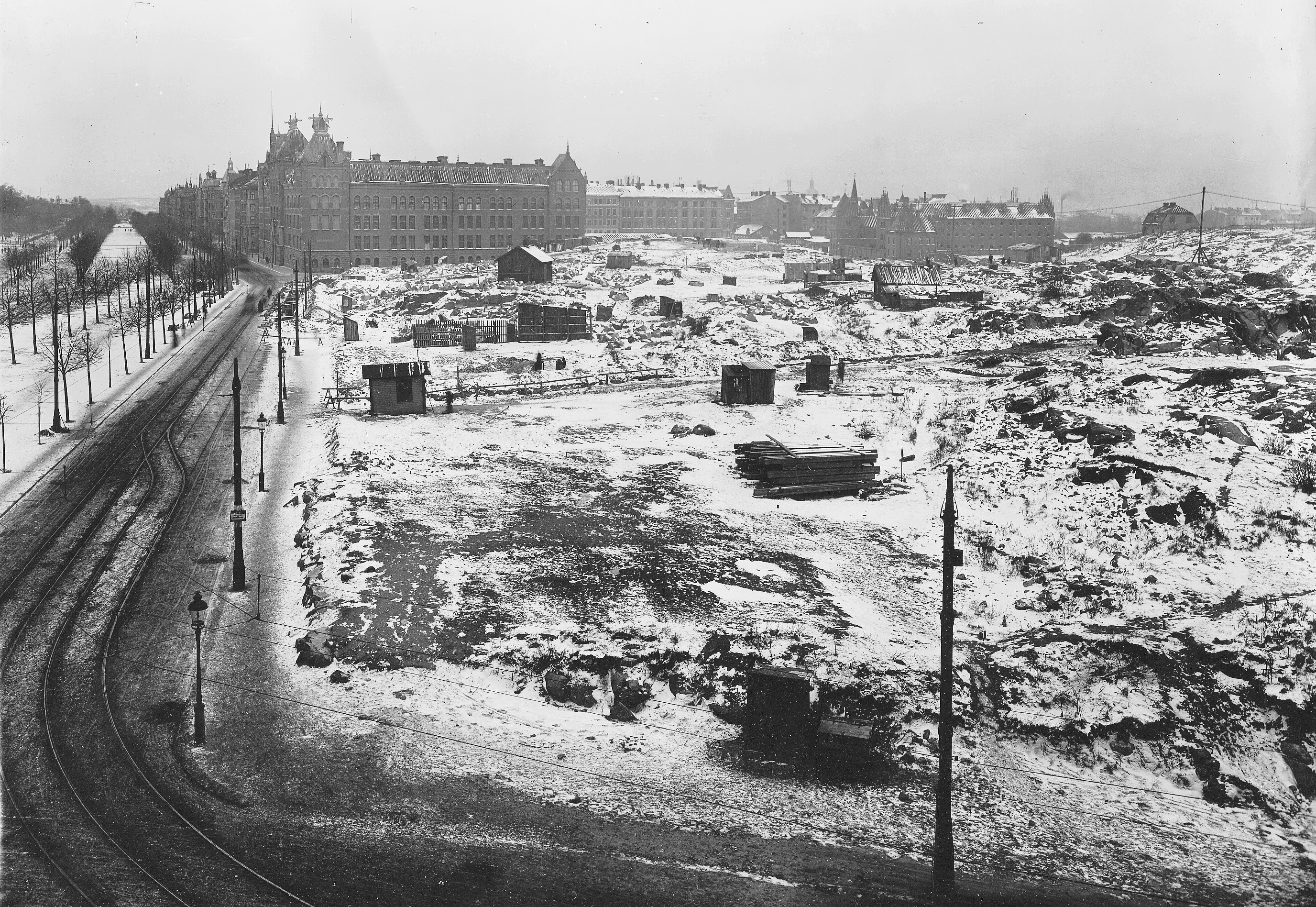
Lärkanområdet 1905 med Valhallavägen till vänster och blivande kvarteret Tofslärkan längst fram.Engelbrektsskolan syns i fonden.

På berget där Engelbrektskyrkan ligger idag låg tidigare en kvarn. Kvarnen var en stubbkvarn, där hela kvarnhuset vreds åt vindriktningen. På dess flöjel stod årtalet 1775 att läsa. I dess närhet, mot nuvarande Uggelviksgatan, låg även mjölnargåren med uthuslängor. Kvarnen revs på 1880-talet.. Mellan bergen trängde Westra Humlegårdsgatan fram, ungefär i samma sträckning som dagens Östermalmsgatan, men bebyggelsen i detta bergiga område i stadens utkanter var annars mycket sparsam. Området söder om berget vid dagens Jarlaplan benämndes vid 1800-talet slut Träskängen, och bestod de sista sanka resterna av den tidigare sjön Stora Träsket som under århundradena fyllts ut med diverse avfall.
Den så kallade Lindhagenplanen som skulle reglera Stockholms gatunät hade framlagts 1866. Av Lärkstadens omgivande gator fastställdes de följande årtiondena Valhallavägen som en gränsboulevard och Karlavägen och Odengatan till breda huvudgator. Den lindhagska stadsplanen med dess raka gator förutsatte någorlunda utjämnad mark. I det bergiga områden vid dagens Lärkstaden hade detta medfört mycket höga kostnader för så kallad nivellering. Det kraftigt kuperade området hör därför till de delar av Stockholms innerstad som relativt sent blev föremål för reglering och exploatering .
Vid 1800-talet slut började dock nya stadsplaneringsideal göra sig gällande. Dessa var inspirerade av den österrikiske arkitekten Camillo Sittes idéer om ett konstnärligt stadsbyggande. I denna skulle istället bebyggelsen anpassas till terrängens formationer. Skalan var mindre än traditionellt, med lugna gator, terrasser, små torg och parker.

### Lärk-kvarteren

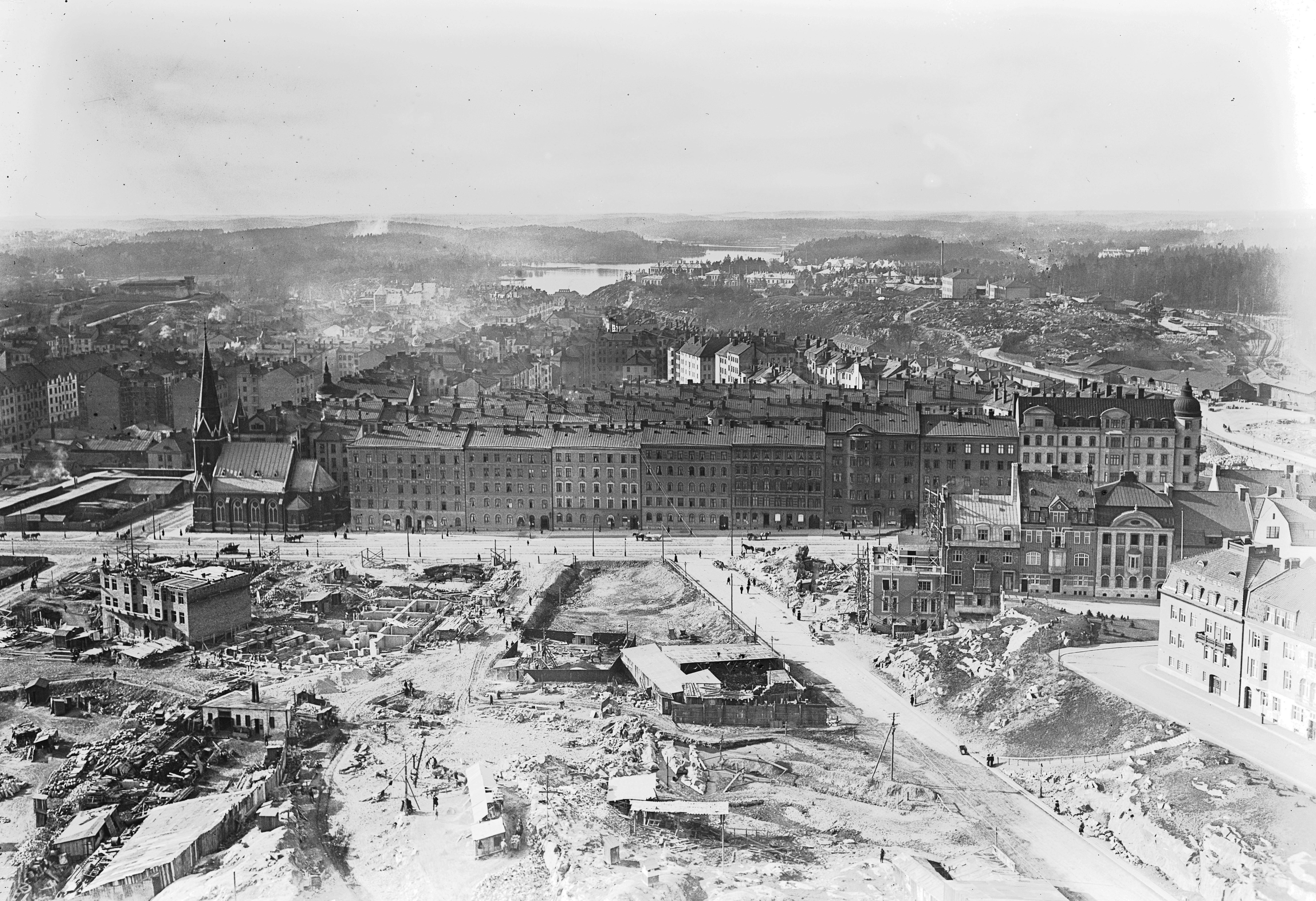
Lärkstaden 1912, bebyggelsen är under uppförande. I bakgrunden syns Odengatan.

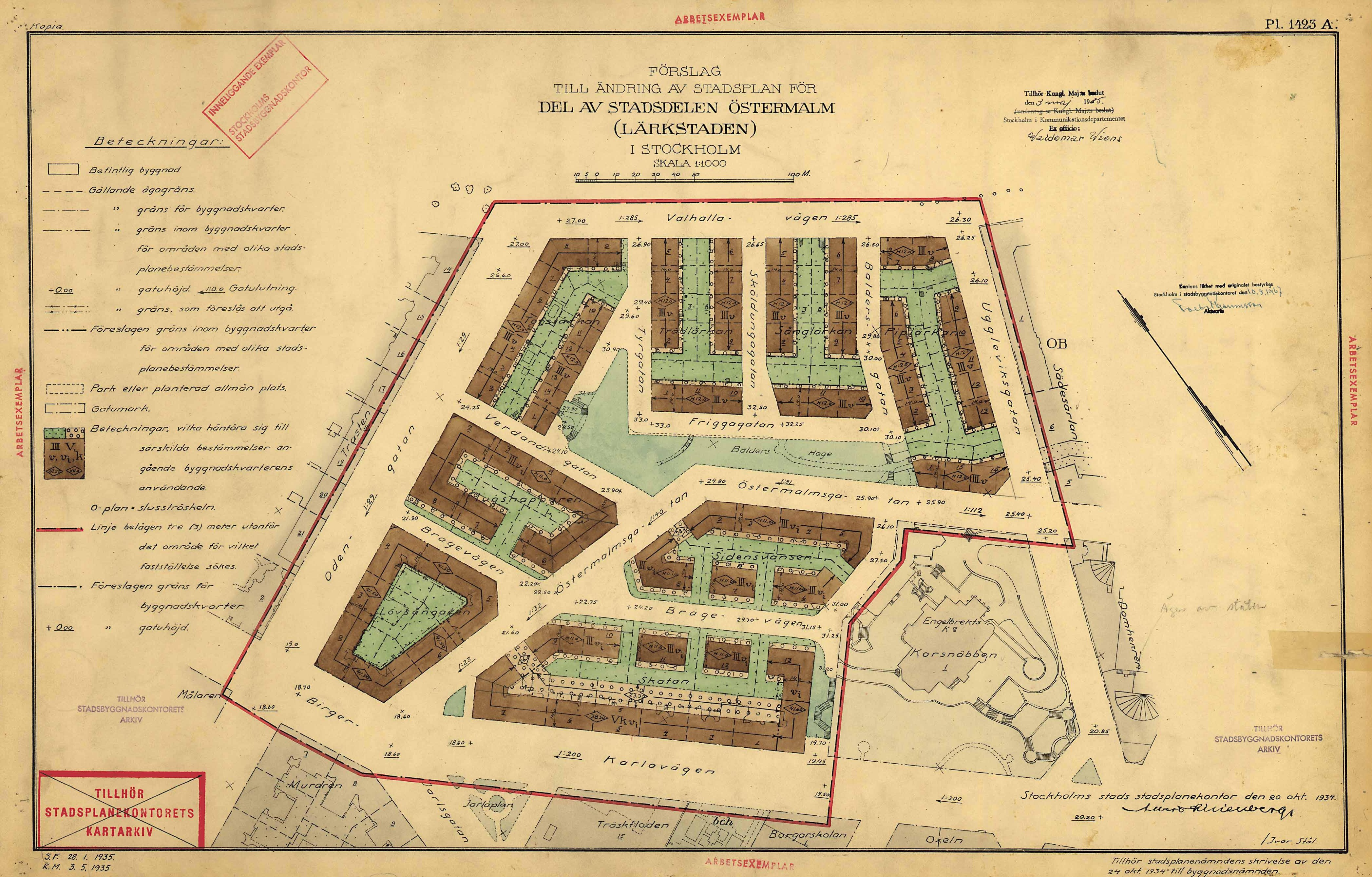
Hallmans stadsplan för lärkstaden, här i en något reviderad version från 1934.

En av de arkitekter som kom att verka i Sittes anda var Per Olof Hallman (från 1922 till 1927 stadsplanedirektör i Stockholms stad). År 1902 framlade han ett förslag för de oexploaterade kvarteren Lärkan och Domherren i området. I kvarteret Domherren avsattes mark för den kommande församlingskyrkan och i kvarteret Lärkan ville Hallman skapa en ny villastad, med sammanbyggda låga enfamiljshus. Han var inspirerad av det några årtionden tidigare genomförda, men till sitt syfte misslyckade, försöket att bygga en villastad norr om Humlegården. Det området blev snabbt hårdare exploaterat än avsett, vilket Hallman försökte att motverka genom strängare byggnadsregleringar och mindre tomter i Lärkstaden. Det fick inte finnas några butiker i fastigheterna. Byggnaderna fick inte heller rymma mer än ett kök, med undantag för ett mindre kök i lägenheter för gårdskarlar eller portvakter.
Drätselnämnden godtog förslaget, men undantog området mellan Östermalmsgatan och Karlavägen vilket skulle bebyggas med höga hyreshus till följd av de högre markvärdena. 1907 fastslog stadsfullmäktige de nya kvarteren Tofslärkan, Trädlärkan, Sånglärkan och Piplärkan. Gårdarna samordnades och utgjorde trädgård för de vid gatulinjen sammanbyggda villorna. I februari 1909 inleddes auktionerna av de 51 villatomterna i kvarteret Lärkan. Det infann sig 150 spekulanter och 41 tomter såldes direkt. Köpet skulle dock godkännas av drätselkammaren. Målgruppen var den välsituerade borgarklassen med yrken som grosshandlare, direktörer, företagare, läkare, högre tjänstemän och ingenjörer, även några arkitekter och byggmästare flyttade hit.
Året därpå påbörjades sprängningsarbetena och under de följande sex åren färdigställdes de 51 villatomterna i de fyra kvarteren enligt de noggranna byggnadsbestämmelser som upprättats kring allt från höjder, burspråk och torn. Mot Östermalmsgatan ordnades parken Balders hage. Stadens främsta arkitekter deltog i gestaltandet av kvarteren, däribland Thor Thorén, Folke Zettervall, Erik Josephson, Per Olof Hallman vilka samtliga lät uppföra sina egna bostäder i området, samt Erik Hahr, Torben Grut och Hagström & Ekman. Kvarteren uppvisar en rik blandning av för tiden populära stilar, något som kritiserades av samtiden.

#### Förteckning över fastigheterna i lärk-kvarteren[9]
| Fastighet     | Adress                                 | Byggår    | Arkitekt                                            | Byggherre                 | Byggmästare               | Ägare 2010                              |
| ------------- | -------------------------------------- | --------- | --------------------------------------------------- | ------------------------- | ------------------------- | --------------------------------------- |
| Tofslärkan 1  | Tyrgatan 1, Verdandigatan 2            | 1911–1913 | I.G. Ekedahl (fasad) och Ivar Engström              | Wilhelm Blomberg          | Ivar Engström             | David Mindus                            |
| Tofslärkan 2  | Odengatan 13, Verdandigatan 4          | 1912–1914 | Victor Bodin                                        | Gustaf Alfred Johansson   | Gustaf Alfred Johansson   | Brf Tofslärkan 2                        |
| Tofslärkan 3  | Odengatan 11                           | 1912      | Victor Bodin                                        | Hjalmar Nilsson Wadstrand | Hjalmar Nilsson Wadstrand | Cecilia Lüning-Aro m.fl.                |
| Tofslärkan 4  | Odengatan 9                            | 1912–1913 | Hugo Jahnke                                         | Karl Isak Edblom          | Richard Edblom            | Ericastiftelsen                         |
| Tofslärkan 5  | Odengatan 7                            | 1912      | Gustaf Linden & Osvald Almqvist                     | N. Persson                | N. Persson                | Ingrid Edman-Stenhorn                   |
| Tofslärkan 6  | Odengatan 5                            | 1912–1914 | Folke Zettervall                                    | Richard Edblom            | Richard Edblom            | Republiken Lettland                     |
| Tofslärkan 7  | Odengatan 3                            | 1909–1910 | Folke Zettervall                                    | Folke Zettervall          | Frithiof Dahl             | Svenska Bostäder AB                     |
| Tofslärkan 8  | Odengatan 1, Valhallavägen 58          | 1909–1911 | Albin Brag                                          | Johan Arvedson            | Georg Hesselman           | Afaki AB                                |
| Tofslärkan 9  | Tyrgatan 13, Valhallavägen 60          | 1909–1910 | Thor Thorén                                         | John Klingspor            | Carl Eugen Öfverberg      | Drömlärkan KB                           |
| Tofslärkan 10 | Tyrgatan 11                            | 1909–1912 | Hagström & Ekman                                    | Richard Edblom            | Richard Edblom            | Botswanas ambassad                      |
| Tofslärkan 11 | Tyrgatan 9                             | 1910–1911 | Erik Hahr                                           | Ludvig Linder             | D. Thorsén                | Med dr Stig-Arne Johansson              |
| Tofslärkan 12 | Tyrgatan 7                             | 1910      | Erik Ulrich                                         | Carl Johan Ulrich         | Carl Eugen Öfverberg      | Institutet för rättshistorisk forskning |
| Tofslärkan 13 | Tyrgatan 5                             | 1909–1910 | Erik Josephson                                      | Gunnar Jacobsson          | Andreas Nordström         | Institutet för rättshistorisk forskning |
| Tofslärkan 14 | Tyrgatan 3/3A                          | 1910–1912 | Nils Lovén                                          | Frans Albert Andersson    | Frans Albert Andersson    | Estlands ambassad                       |
| Trädlärkan 1  | Tyrgatan 2, Friggagatan 12             | 1909      | David Lundegårdh                                    | Frans Lindqvist           | H P Olsson                | Stiftelsen Pro Cultura (Opus Dei)       |
| Trädlärkan 2  | Tyrgatan 4                             | 1909–1910 | Thor Thorén                                         | Karl Birger Lundström     | P.D. Larsson              | Skrindan gm Norrvidden Fastigheter AB   |
| Trädlärkan 3  | Tyrgatan 6                             | 1909–1910 | Thor Thorén                                         | Thor Thorén               | Carl Eugen Öfverberg      | Serbien & Montenegros ambassad          |
| Trädlärkan 4  | Tyrgatan 8                             | 1909–1910 | Knut Perno                                          | Carl Rossander            | Andreas Nordström         | Nigerias ambassad                       |
| Trädlärkan 5  | Tyrgatan 10, Valhallavägen 62          | 1910–1912 | Victor Bodin                                        | Alfr Andersson            | Alfr Andersson            | Österrikiska ambassaden                 |
| Trädlärkan 6  | Valhallavägen 64, Sköldungagatan 9     | 1909–1910 | Erik Hahr                                           | Emilia Asplund            | D.E. Thorsén              | Schweiziska ambassaden                  |
| Trädlärkan 7  | Sköldungagatan 7                       | 1910–1911 | C A Carlsson                                        | Hugo Brusell              | Harald Fallström          | Lärkstadens Företagshus AB              |
| Trädlärkan 8  | Sköldungagatan 5                       | 1909–1910 | Hagström & Ekman                                    | G Nygren                  | M Eriksson                | Trädlärkan Förvaltning AB               |
| Trädlärkan 9  | Sköldungagatan 3                       | 1909–1910 | Thor Thorén                                         | Axel Lagrelius            | P O Larsson               | Sirod AB (Max Martin)                   |
| Trädlärkan 10 | Sköldungagatan 1, Friggagatan 8        | 1909–1910 | Sigurd Westholm och John Bagger                     | Helge Drangel             | Johan Pettersson Edlund   | Brf Trädlärkan                          |
| Trädlärkan 11 | Friggagatan 10                         | 1910–1911 | Thor Thorén                                         | N J Bengtson              | N J Bengtson              | Stiftelsen Pro Cultura (Opus Dei)       |
| Sånglärkan 1  | Friggagatan 6, Sköldungagatan 2        | 1910–1911 | Fredrik Dahlberg                                    | Herman Palmgren           | Kasper Höglund            | Herrsunda Holding AB                    |
| Sånglärkan 2  | Sköldungagatan 4                       | 1909–1910 | Folke Zettervall                                    | Hugo Theorell             | Hesselman & Bergström     | Herrsunda Holding AB                    |
| Sånglärkan 3  | Sköldungagatan 6                       | 1912–1914 | Konrad Elméus                                       | Nils Andersson Wadsjö     | Nils Andersson Wadsjö     | Herrsunda Holding AB                    |
| Sånglärkan 4  | Sköldungagatan 8                       | 1911–1912 | Sigfrid Larsson                                     | Sigfrid Larsson           | Sigfrid Larsson           | Lärkstadens Företagshus AB              |
| Sånglärkan 5  | Valhallavägen 66, Sköldungagatan 10    | 1909–1910 | Dorph & Höög                                        | Anders Törner             | Anders Törner             | Lärkstadens Företagshus AB              |
| Sånglärkan 6  | Valhallavägen 68, Baldersgatan 9       | 1909–1910 | Per Olof Hallman                                    | Per Olof Hallman          | Erik Lindqvist            | Stiftelsen Ateneum (Opus Dei)           |
| Sånglärkan 7  | Baldersgatan 7                         | 1911–1913 | Anders Andersson                                    | Anders Sandrew            | Ivar Siösteen             | Per Blondell                            |
| Sånglärkan 8  | Baldersgatan 5                         | 1912–1913 | Kristofer Holmin (planer), Fredrik Dahlberg (fasad) | Nils Gideon Holmin        | Kristofer Holmin          | Brf Lärkstadspalatset                   |
| Sånglärkan 9  | Baldersgatan 3                         | 1909–1910 | Folke Zettervall                                    | Frithiof Dahl             | Frithiof Dahl             | Brf Sånglärkan 9                        |
| Sånglärkan 10 | Baldersgatan 1, Friggagatan 2          | 1909–1910 | Erik Lindqvist                                      | Paul Urban Bergström      | Erik Lindqvist            | Svensk Sjuksköterskeförening            |
| Sånglärkan 11 | Friggagatan 4                          | 1911–1912 | Ivar Engström                                       | Ivar Holmer               | Ivar Engström             | Polska ambassadens handelskammare       |
| Piplärkan 1   | Baldersgatan 2, Östermalmsgatan 17     | 1910      | Fredrik Falkenberg                                  | Axel Emil Boberg          | Ivar Nyqvist              | ELC Fastigheter AB                      |
| Piplärkan 2   | Baldersgatan 4                         | 1909–1910 | Erik Lallerstedt                                    | Walter Böker              | Frithiof Dahl             | Imberis Invest AB                       |
| Piplärkan 3   | Baldersgatan 6                         | 1909–1910 | Sigfrid Larsson                                     | Lars Larsson              | J Persson                 | Irakiska ambassaden                     |
| Piplärkan 4   | Baldersgatan 8                         | 1909–1910 | Sigfrid Larsson                                     | Johan August Larsson      | Sigfrid Larsson           | Balderslärkan HB                        |
| Piplärkan 5   | Baldersgatan 10                        | 1910–1912 | Hagström & Ekman                                    | Carl Wiktor Andrén        | Carl Wiktor Andrén        | Sten Heckscher                          |
| Piplärkan 6   | Baldersgatan 12 A, B                   | 1910–1912 | Hagström & Ekman                                    | E Hansson                 | Carl Wiktor Andrén        | Håkan Lönnberg                          |
| Piplärkan 7   | Baldersgatan 14, Valhallavägen 70      | 1910–1911 | Erik Josephson                                      | Erik Josephson            | Per Blom                  | Kroatiska staten                        |
| Piplärkan 8   | Valhallavägen 72, 74 Uggelviksgatan 15 | 1909–1910 | Torben Grut                                         | Runo Abrahamsson          | John Telander             | Libyens ambassad                        |
| Piplärkan 9   | Uggelviksgatan 13                      | 1912–1913 | Fredrik Dahlberg                                    | E Ljungberg               | Kristofer Holmin          | Brf Piplärkan 9                         |
| Piplärkan 10  | Uggelviksgatan 11                      | 1912–1913 | Ivar Engström                                       | Nikolaus Bondén           | Nikolaus Bondén           | Gunlög Hafström                         |
| Piplärkan 11  | Uggelviksgatan 9                       | 1912–1913 | Kristofer Holmin och Fredrik Dahlberg (fasad)       | Kristofer Holmin          | Kristofer Holmin          | Christina Steen-Sundberg                |
| Piplärkan 12  | Uggelviksgatan 7                       | 1912–1913 | Kristofer Holmin och Fredrik Dahlberg (fasad)       | Josef Holmin              | Kristofer Holmin          | Ann-Marie Odqvist m fl                  |
| Piplärkan 13  | Uggelviksgatan 5                       | 1911–1912 | Ivar Engström                                       | Per Cronvall              | Per Cronvall              | Yvonne Sager-Johard                     |
| Piplärkan 14  | Uggelviksgatan 3, Östermalmsgatan 21   | 1909–1912 | Knut Nordenskjöld                                   | Carl Erik Holmin          | Kristofer Holmin          | Brf Piplärkan 14                        |
| Piplärkan 15  | Östermalmsgatan 19                     | 1910–1912 | Oskar Waller                                        | Gunnar Cassel             | Lars Östlihn              | Fastighets AB Östermalmsg 19            |

#### Samtida kritik

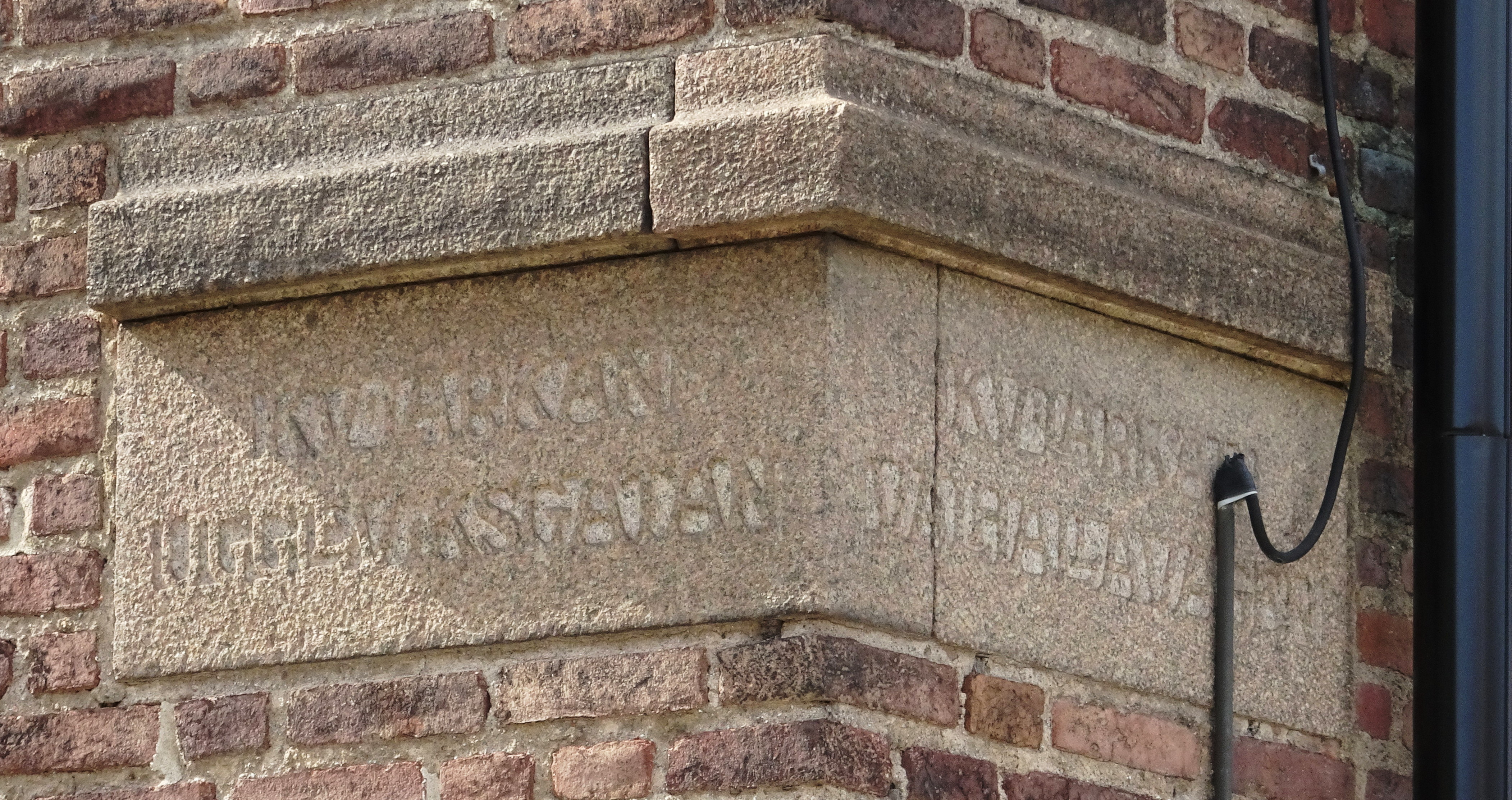
Ursprunglig kvartersbeteckning "Lärkan" i nuvarande kvarteret Piplärkan.

Att bygga ihop villor till rader var något nytt och en sorts föregångare till radhus. Begreppet radhus var fortfarande okänt och man talade i stället om ”sammanbyggda villor” eller ”sammanbyggda enfamiljshus”. Enligt samtida tidningsartiklar var intresset stort att köpa en fastighet i Lärkstaden och i december 1912 var samtliga sålda. Några av samtidens arkitekturkritiker var dock inte så positivt inställda till bebyggelsen i Lärkan, alltså kvarteren mellan Valhallavägen och Östermalmsgatan som började bli klar omkring 1911. Enligt konstskribenten August Brunius, som kritiserade Lärkan i Svenska Dagbladet, var felet att området kännetecknades av arkitekternas och byggherrarnas brist på samverkan och deras vilja att framhäva sitt eget hus framför grannens. Helhetsbilden blev lidande och brokig genom alla olika stilar, fasadmaterial, färgsättningar och taktäckningar. Arkitekt Carl Bergsten granskade Hallmans stadsplan i tidskriften Arkitektur och menade bland annat att man borde ha lagd kvarteren längs med den befintliga höjden och inte tvärs över, vilket gav en hackig kontur med brandgavlar som stack upp mellan husen.

#### Hur det blev
Hallmans och drätselnämnden ursprungliga plan, att lärk-kvarteren skulle bebyggas med villor för ett enda hushåll, kringgicks av byggherrar och arkitekter. Utöver byggherrens och portvaktens bostad inrymdes ofta så kallade dubbletter som var uthyrbara lägenheter om två rum utan kök, dock med dusch. Endast 21 av de 51 tomterna bebyggdes med egentliga villor för ett hushåll. I ett av husen fanns tio hushåll, alltså nio hyresgäster. I regel var hyresgästernas sociala tillhörighet samma som värdens, alltså socialgrupp ett. Två av husen stod mestadels tomma och disponerades av sin ägare enbart vid stockholmsbesök. Under ägarens frånvaro beboddes husen permanent av tjänstefolk och chaufförer / portvakter. I ett av fallen (Tofslärkan 8) disponerades huset av Arvedsons gymnastikinstitut vilket inte heller motsvarade Hallmans och drätselnämndens intentioner. Idag finns endast ett mycket begränsat antal enfamiljsbostäder kvar i området. Vissa hus har gjort om till flerfamiljshus, och en kontorisering och omvandling till beskickningar påbörjades kring andra världskriget. 

#### Lärk-kvarterens kulturhistoriska klassificering
Idag talas inte längre om brokigt intryck utan om bebyggelsens mångfald. Till Lärk-kvarteren räknas fyra kvarter (från öst till väst): Piplärkan, Sånglärkan, Trädlärkan och Tofslärkan. Kvarterens bebyggelse präglades av höga kulturhistoriska värden. Elva fastigheter är blåmärkta av Stadsmuseet i Stockholm vilket betyder "att bebyggelsen bedöms ha synnerligen höga kulturhistoriska värden". Övriga 40 fastigheter är grönmärkta och bedöms av Stadsmuseet som "särskilt värdefulla från historisk, kulturhistorisk, miljömässig eller konstnärlig synpunkt".

### Engelbrektskyrkan

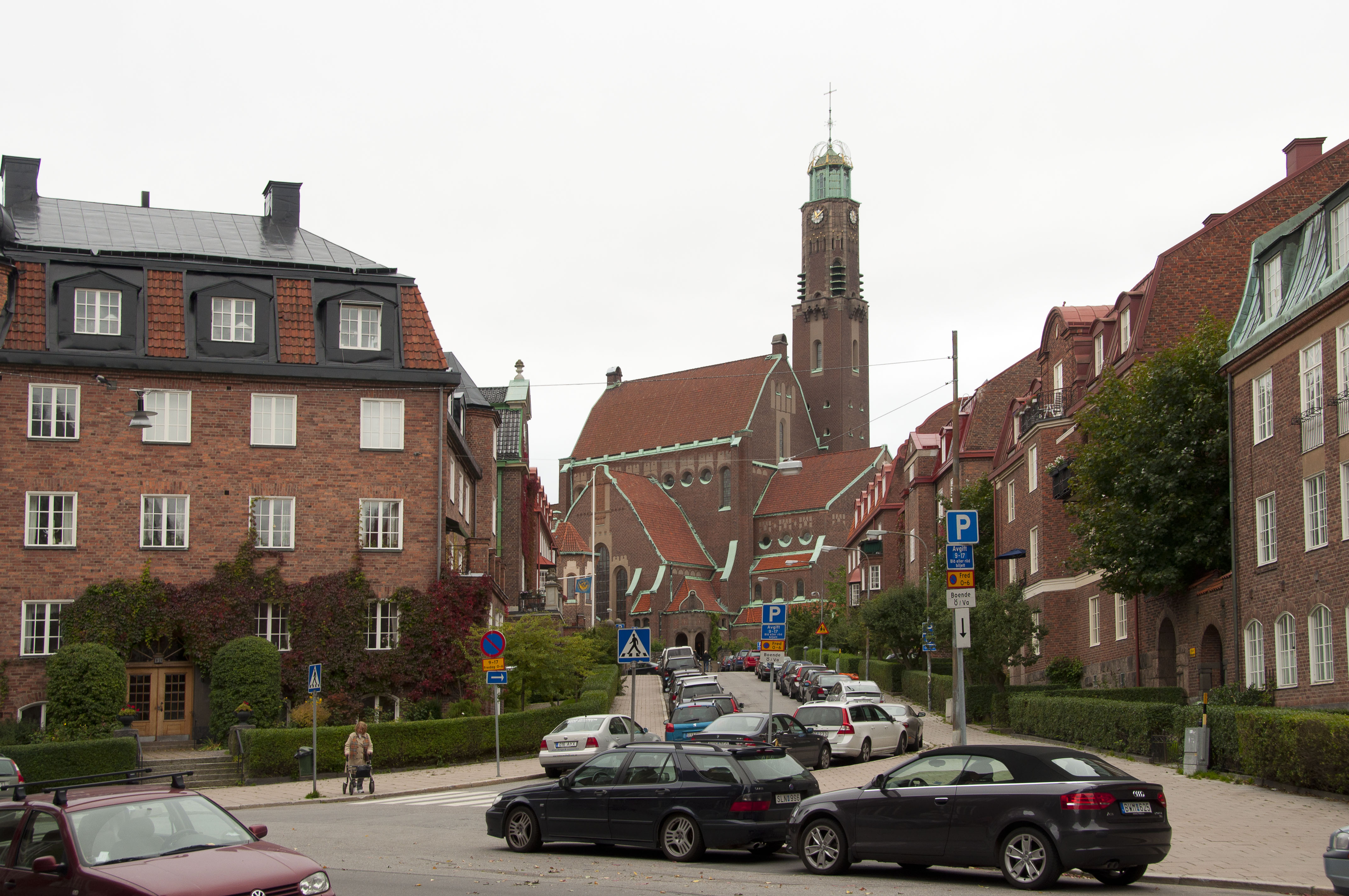
Bragevägen med Engelbrektskyrkan i fonden.

Befolkningen i Hedvig Eleonora församling hade under åren 1880-1900 mer än fördubblats, från 31.000 till 66.000 invånare, vilket gjorde den till Sveriges folkrikaste församling . År 1906 delades församlingen därför i tre, varvid Oscars församling och Engelbrekts församling skapades. Staden hade redan reserverat mark åt församlingskyrkan på det gamla kvarnberget. En arkitekttävling för kyrkan utlystes i december 1905, och i maj 1906 tilldelades Lars Israel Wahlman tävlingens första pris för förslaget som fått namnet En blomma med kvist. Grundstenen lades på pingstaftonen 1910 och den 25 januari 1914 kunde kyrkan invigas. I princip realiserades Wahlmans ursprungliga idéskisser (bortsett från ett tidigt lägre dubbeltorn). Arkitekten ritade även en stor del av den fasta inredningen och inventarierna samt fungerade själv som arbetsledare vid bygget. Engelbrektskyrkan betraktas som ett av den svenska jugendtidens och nationalromantikens främsta byggnadsverk och är även känt i internationella arkitekturkretsar.

### Kvarteren kring Bragevägen
Området kring Bragevägen, vilka var planerade för höga hyreshus, förblev till en början obebyggda. I och med uppförandet av Engelbrektskyrkan önskade man att omgivande kvarter skulle höja kyrkans monumentala verkan. Höjdskillnaden mellan Bragevägen och dess parallellgator och de planerade höga husen sågs dock som otillfredsställande. 1913 ändrades därför bestämmelserna, där gatans bredd krympte varvid den enligt reglerna kunde bebyggas med lägre hus i fristående kroppar. Till skillnad mot bebyggelsen i lärkkvarteren anlades tre meter breda förgårdar med mur mot gatan. Stilen blev mer enhetlig då fasad- och taktegel genom bestämmelser anpassades till kyrkans exteriör. Den blev härav utpräglat nationalromantisk, med flertalet fasader murade i tegel. Kvarteren namngavs Lövsångaren, Flugsnapparen, Skatan och Sidensvansen. 1918 stod samtliga kvarter färdigbyggda. Bland arkitekterna återfinns Cyrillus Johansson, Ivar Engström, Isak Gustaf Clason, Hjalmar Westerlund, Rudolf Arborelius samt Höög & Morssing - som ritade sex av de högre hyreshusen.

#### Förteckning över fastigheterna kring Bragevägen[9]
| Fastighet       | Adress                                  | Byggår    | Arkitekt                            |
| --------------- | --------------------------------------- | --------- | ----------------------------------- |
| Flugsnapparen 2 | Odengatan 15, Verdandigatan 7           | 1915–1917 | Eric Svanberg & GR Lindström        |
| Flugsnapparen 3 | Verdandigatan 5                         | 1914–1915 | Anton Wallby                        |
| Flugsnapparen 4 | Verdandigatan 3                         | 1915–1916 | Victor Bodin                        |
| Flugsnapparen 5 | Verdandigatan 1, Östermalmsgatan 11     | 1915–1916 | Sam Kjellberg                       |
| Flugsnapparen 6 | Bragevägen 8, Östermalmsgatan 9         | 1914–1917 | Rudolf Arborelius                   |
| Flugsnapparen 7 | Bragevägen 10                           | 1915–1916 | Cyrillus Johansson                  |
| Flugsnapparen 8 | Bragevägen 12, Odengatan 17             | 1915–1917 | Hjalmar Westerlund                  |
| Lövsångaren 2   | Birger Jarlsgatan 90, Odengatan 23      | 1912–1913 | Höög & Morssing                     |
| Lövsångaren 3   | Odengatan 21                            | 1912–1913 | Höög & Morssing                     |
| Lövsångaren 4   | Bragevägen 21, Odengatan 19             | 1912–1913 | Höög & Morssing                     |
| Lövsångaren 5   | Bragevägen 19, Östermalmsgatan 5-7      | 1912–1913 | Höög & Morssing                     |
| Lövsångaren 6   | Östermalmsgatan 3                       | 1912–1913 | Olof Knutsson Hellström             |
| Lövsångaren 7   | Birger Jarlsgatan 88, Östermalmsgatan 1 | 1912–1913 | Östlihn & Stark                     |
| Sidensvansen 2  | Östermalmsgatan 10–12                   | 1914–1916 | Ivar Engström                       |
| Sidensvansen 3  | Östermalmsgatan 14                      | 1916–1917 | Kellgren & Hammarling               |
| Sidensvansen 4  | Östermalmsgatan 16                      | 1916–1917 | Kellgren & Hammarling               |
| Sidensvansen 5  | Östermalmsgatan 18                      | 1917–1918 | Ivar Engström                       |
| Sidensvansen 6  | Bragevägen 2, Engelbrekts Kyrkogata 5   | 1915–1916 | Cyrillus Johansson                  |
| Sidensvansen 7  | Bragevägen 4                            | 1914–1916 | Isak Gustaf Clason och Harald André |
| Sidensvansen 8  | Bragevägen 6, Östermalmsgatan 8         | 1915–1918 | Ivar Engström                       |
| Skatan 1        | Karlavägen 11, Engelbrekts Kyrkogata 1  | 1912–1913 | Höög & Morssing                     |
| Skatan 3        | Karlavägen 9                            | 1913–1915 | Erik Boström                        |
| Skatan 4        | Karlavägen 7                            | 1913–1915 | David Jansson                       |
| Skatan 5        | Karlavägen 5                            | 1913–1914 | Sam Kjellberg                       |
| Skatan 6        | Karlavägen 3                            | 1913–1915 | Höög & Morssing                     |
| Skatan 7        | Karlavägen 1, Östermalmsgatan 2         | 1915–1916 | Per Benson                          |
| Skatan 9        | Bragevägen 17, Östermalmsgatan 4        | 1914–1916 | Hjalmar Westerlund                  |
| Skatan 10       | Bragevägen 13–15                        | 1915–1916 | Eric Svanberg                       |
| Skatan 11       | Bragevägen 9–11                         | 1915      | Hjalmar Westerlund                  |
| Skatan 12       | Bragevägen 5–7                          | 1915–1916 | Ivar Engström                       |
| Skatan 13       | Bragevägen 1–3, Engelbrekts Kyrkogata 3 | 1915–1916 | Anton Wallby                        |

## Beskickningar
På Tyrgatan återfinns ambassaderna för Estland (nr 3/3A), Nigeria (8) och Botswana (11), samt med ingång mot Odengatan även Lettlands och Brasiliens ambassader. Iraks ambassad ligger på Baldersgatan 6. 
Från 1950- till 1990-talet låg Kinas ambassad på Bragevägen 4 innan de flyttade vidare till Diplomatstaden. Saudiarabiens ambassad återfinns på Sköldungagatan 5 men 2010 köpte Saudiarabien Bünsowska villan för 113 miljoner kronor, historiens dyraste villapris i Sverige, med planer på att flytta dit, också i Diplomatstaden. Författaren Liza Marklund blev uppmärksammad för sitt köp av den tidigare Östtyska ambassadens konsulatsbyggnad Tofslärkan 1 på Verdandigatan 2 som exklusiv bostad, vilken hon sålde två år senare för 34 miljoner kronor.

Ambassadbyggnader
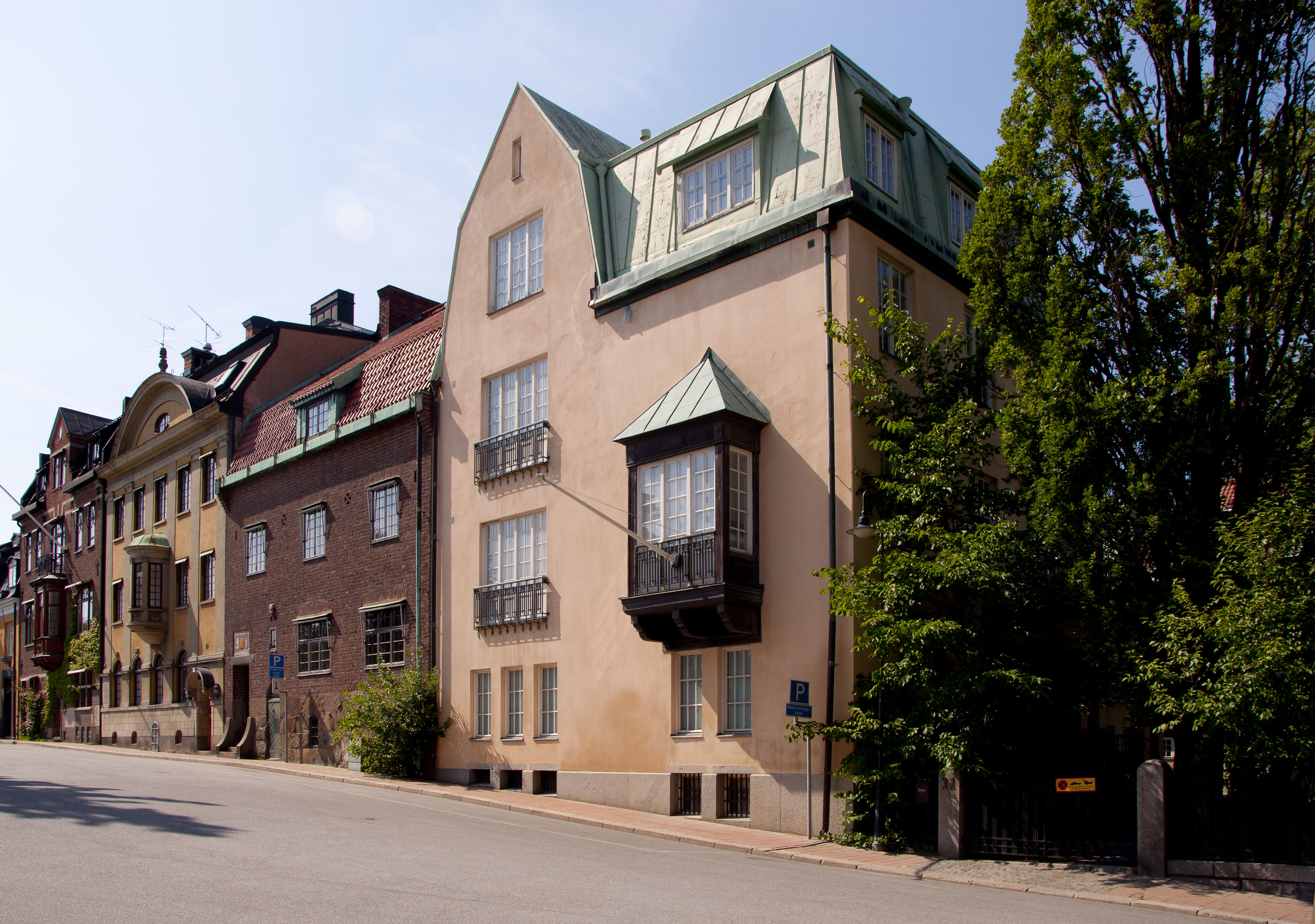
Botswana (Tofslärkan 10)
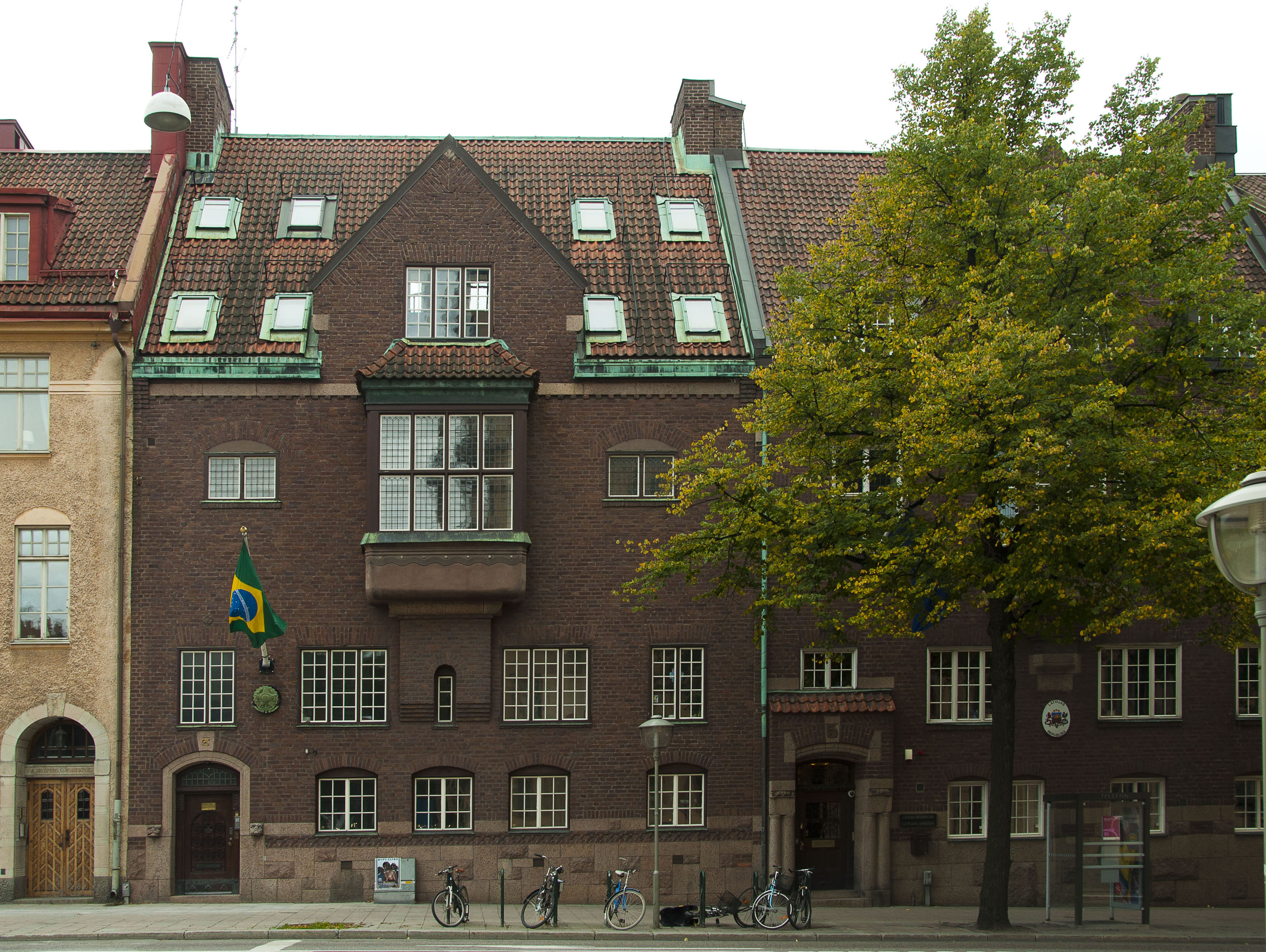
Före detta Brasilien (Tofslärkan 7)
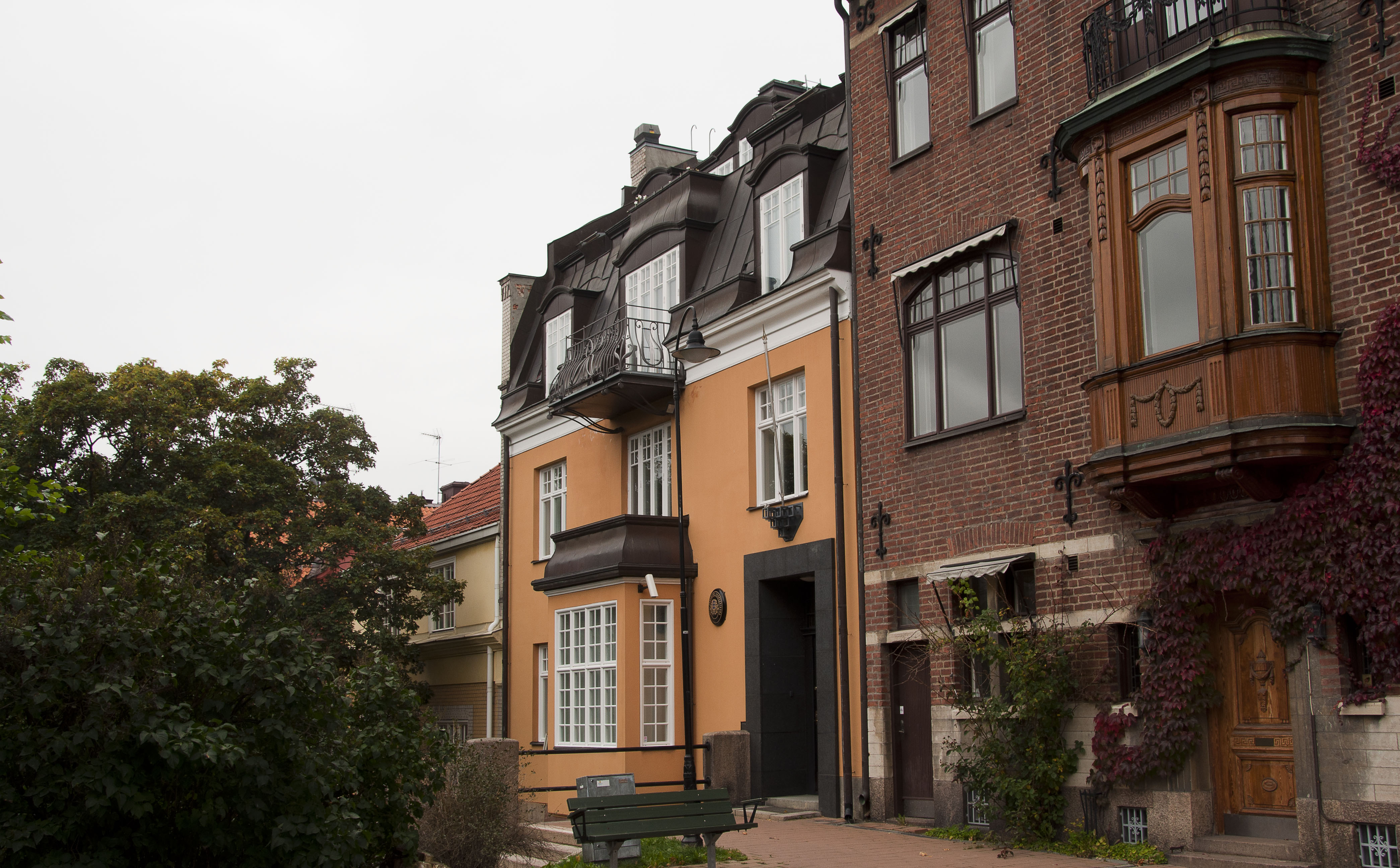
Estland (Tofslärkan 14)
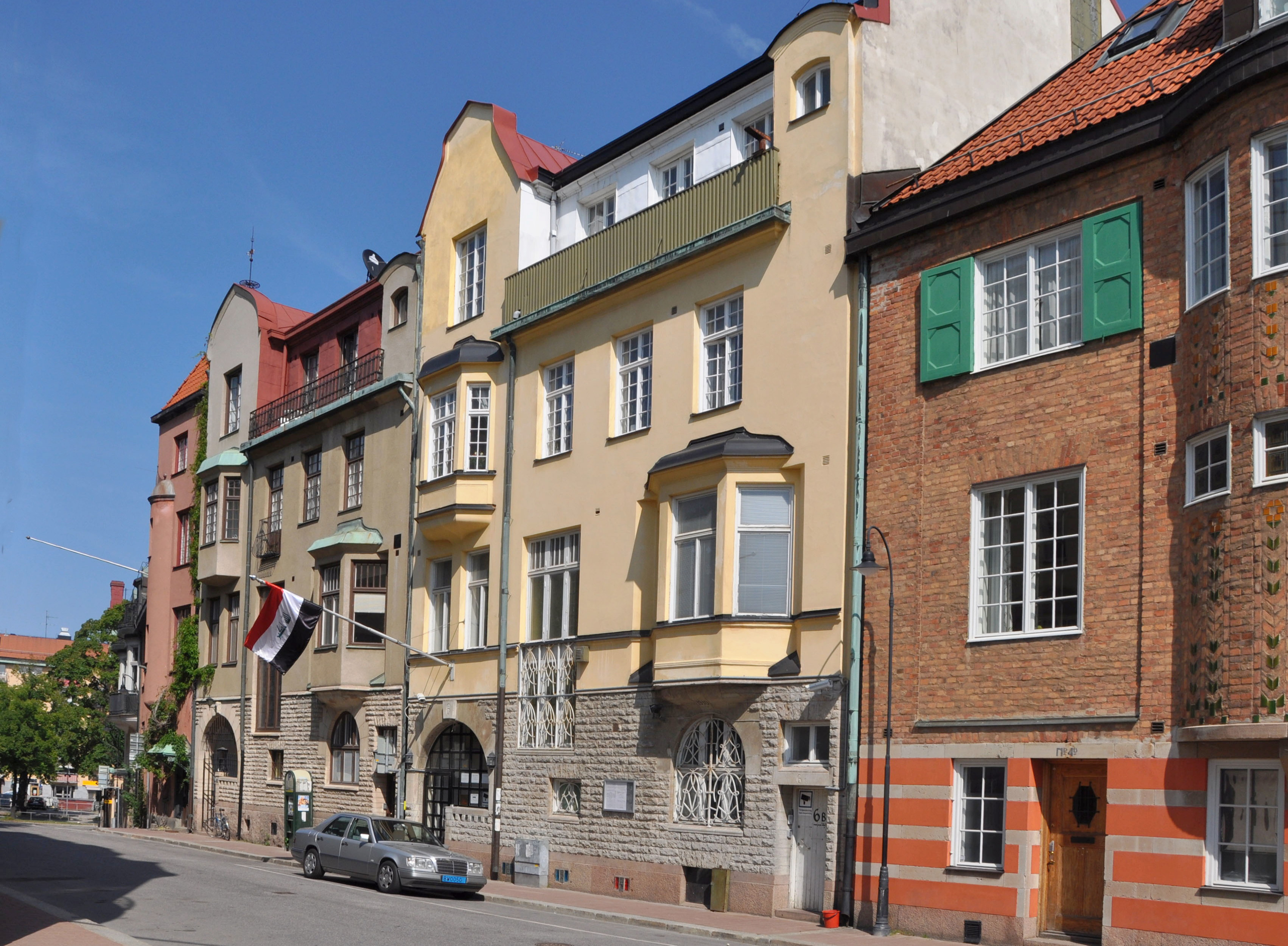
Irak (Piplärkan 3)
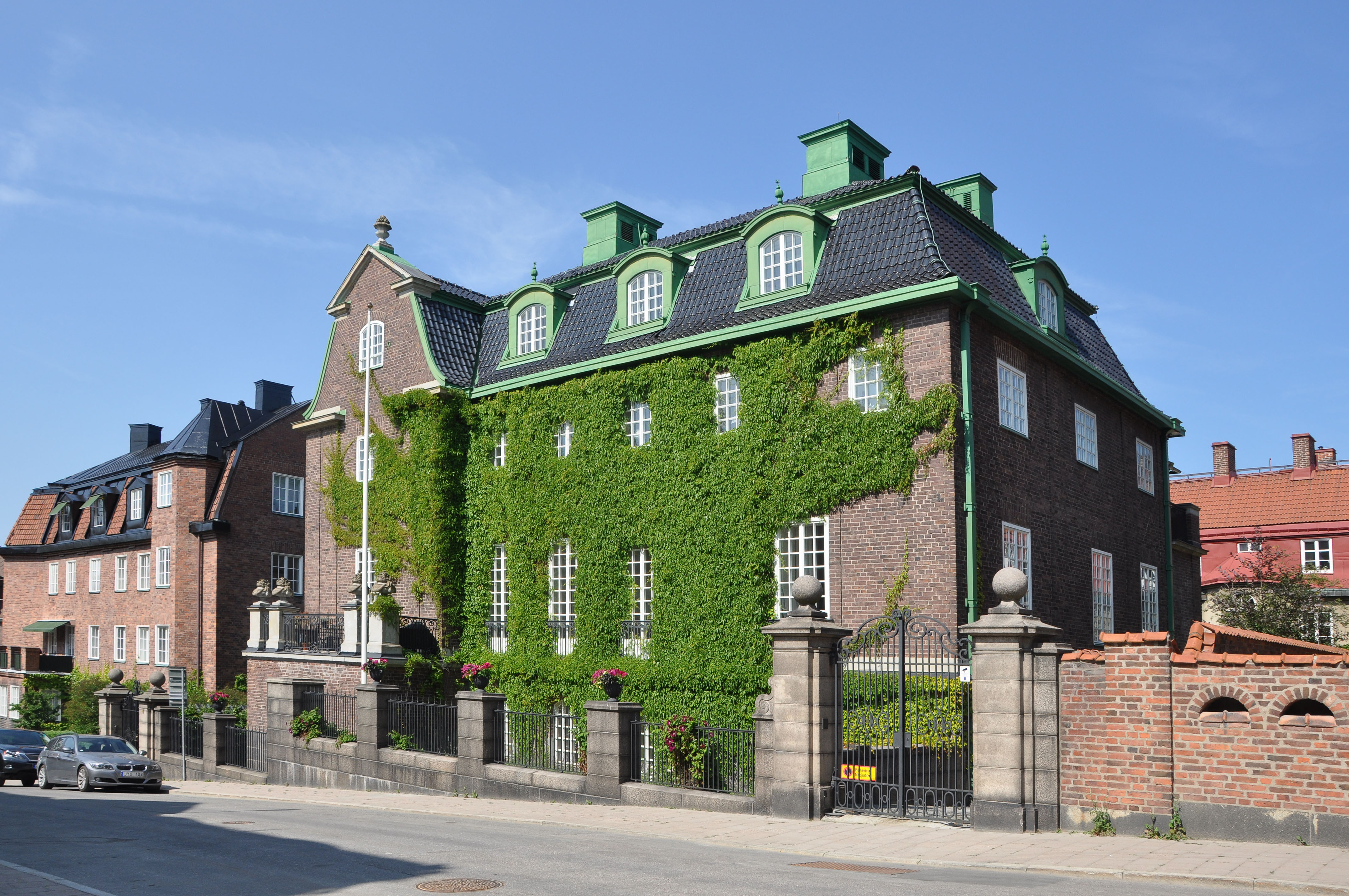
Före detta Kina (Sidensvansen 7)
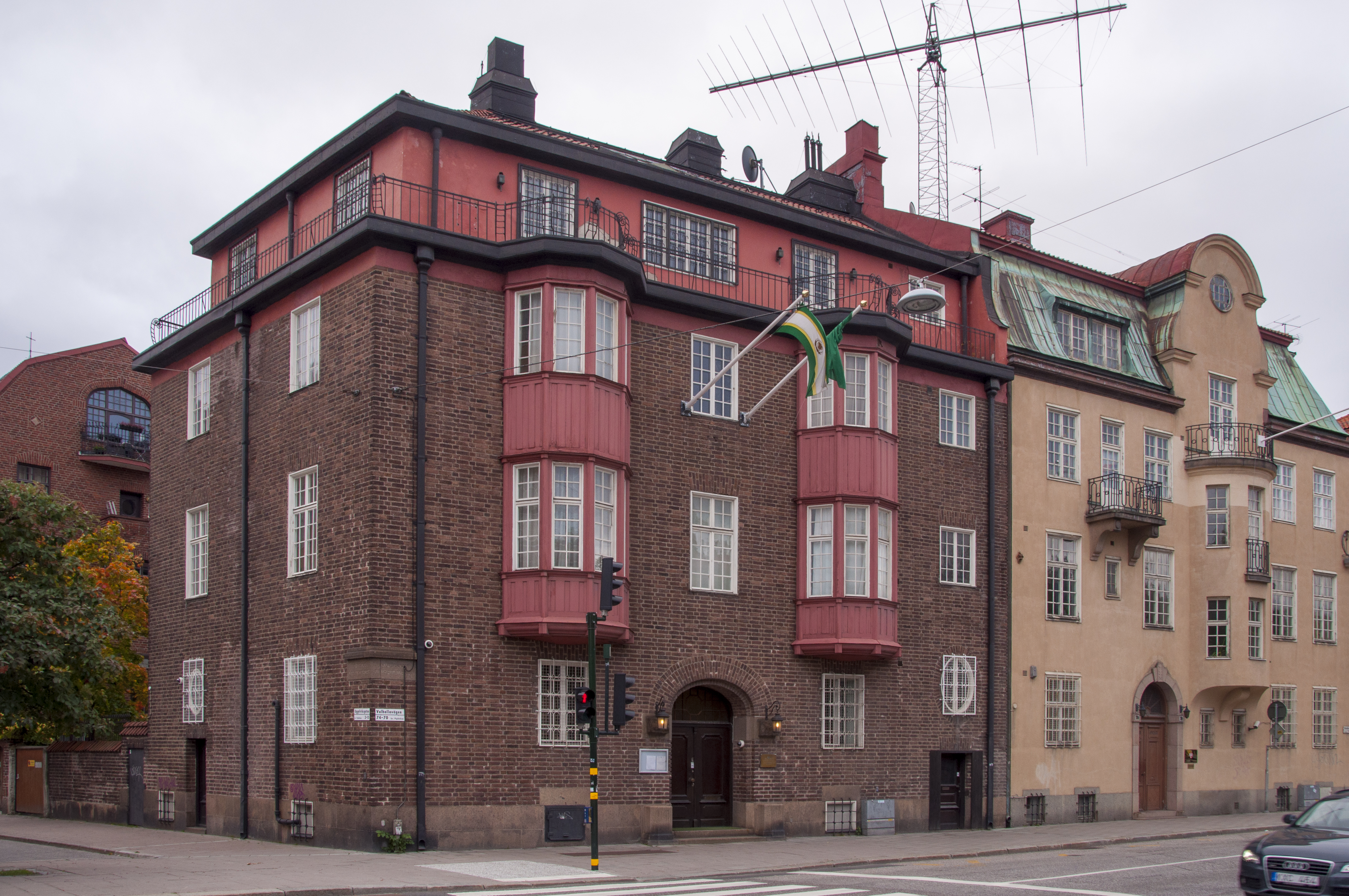
Libyen (Piplärkan 8)
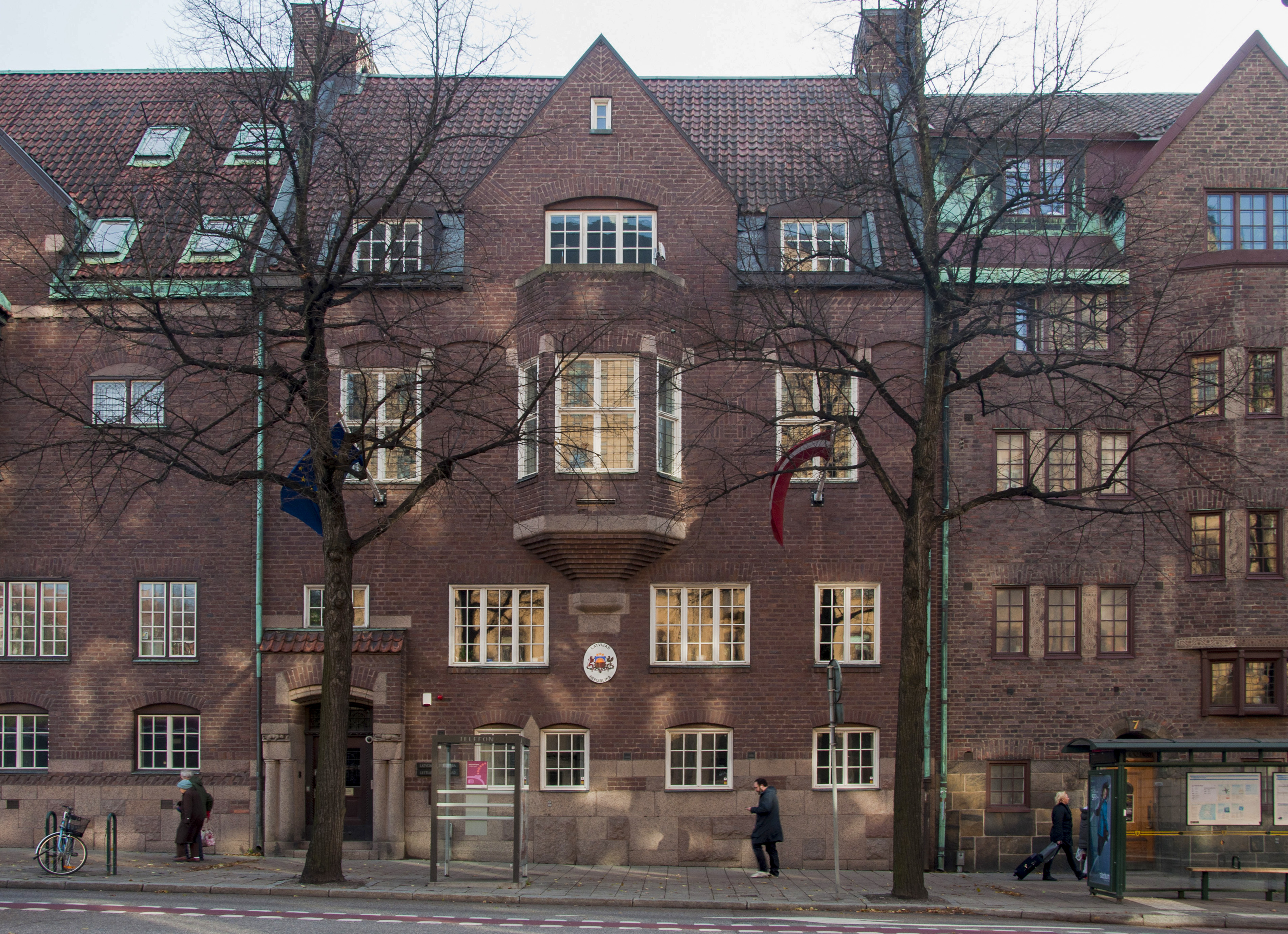
Lettland (Tofslärkan 6)
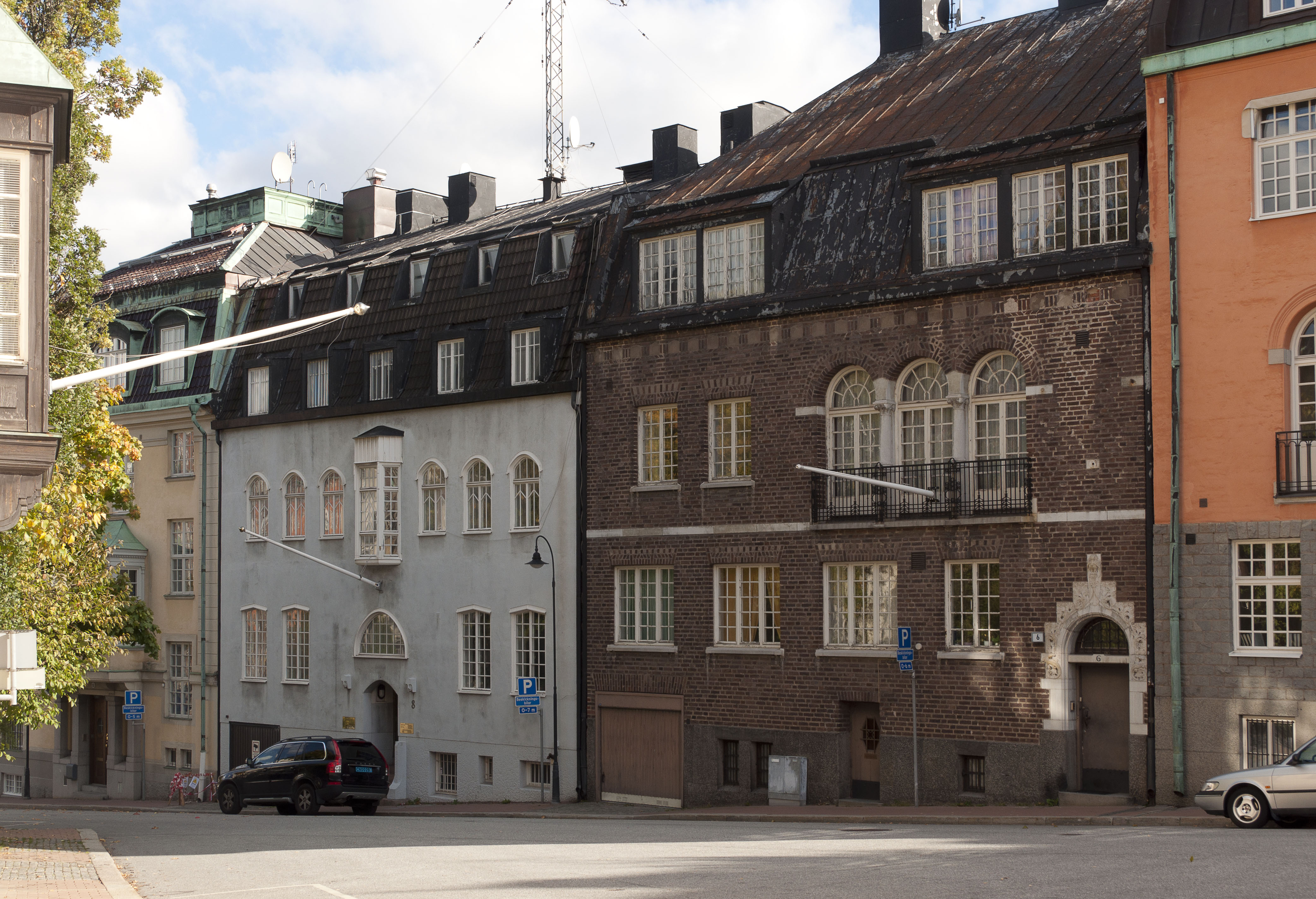
Nigeria (Trädlärkan 4)
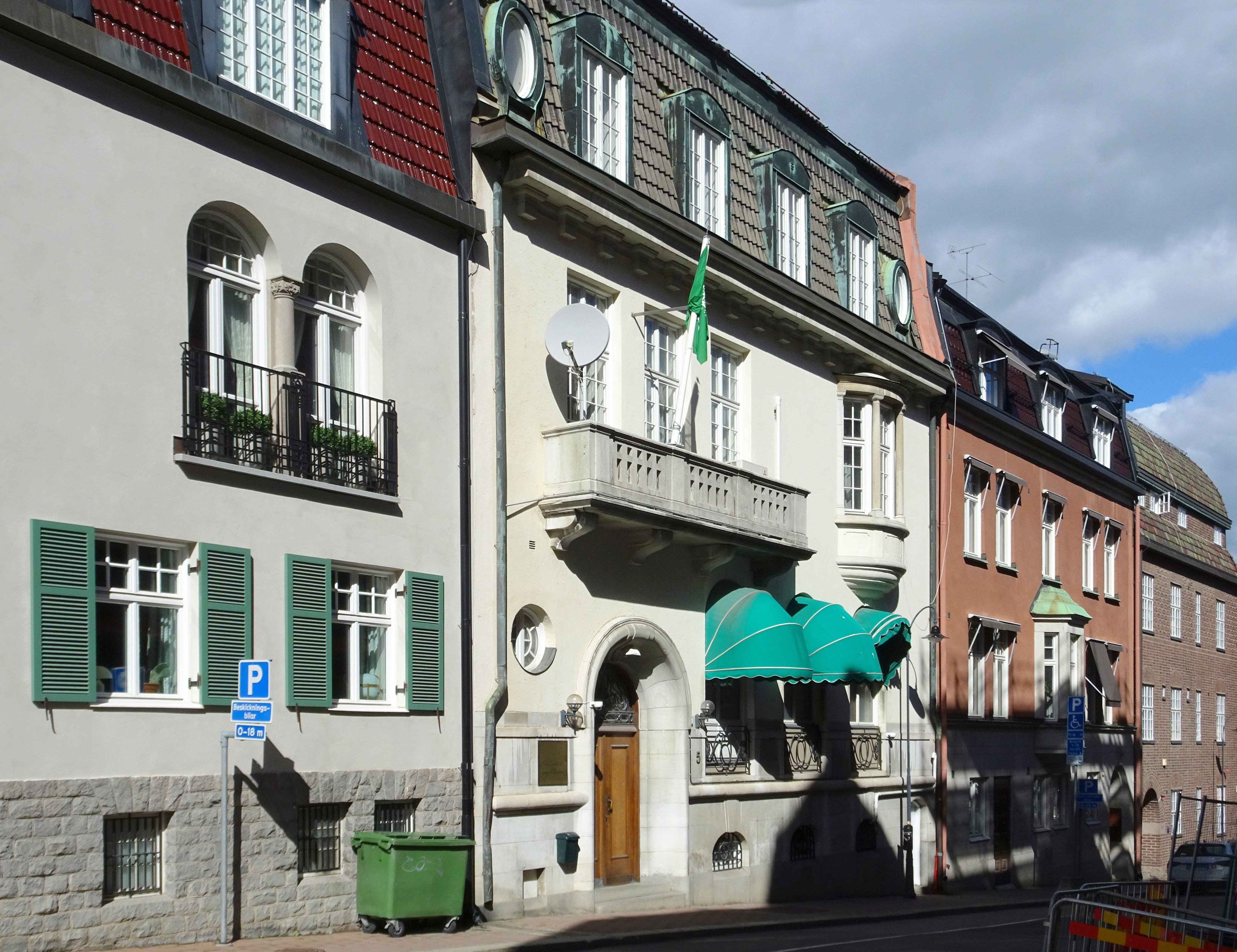
Saudiarabien (Trädlärkan 8)
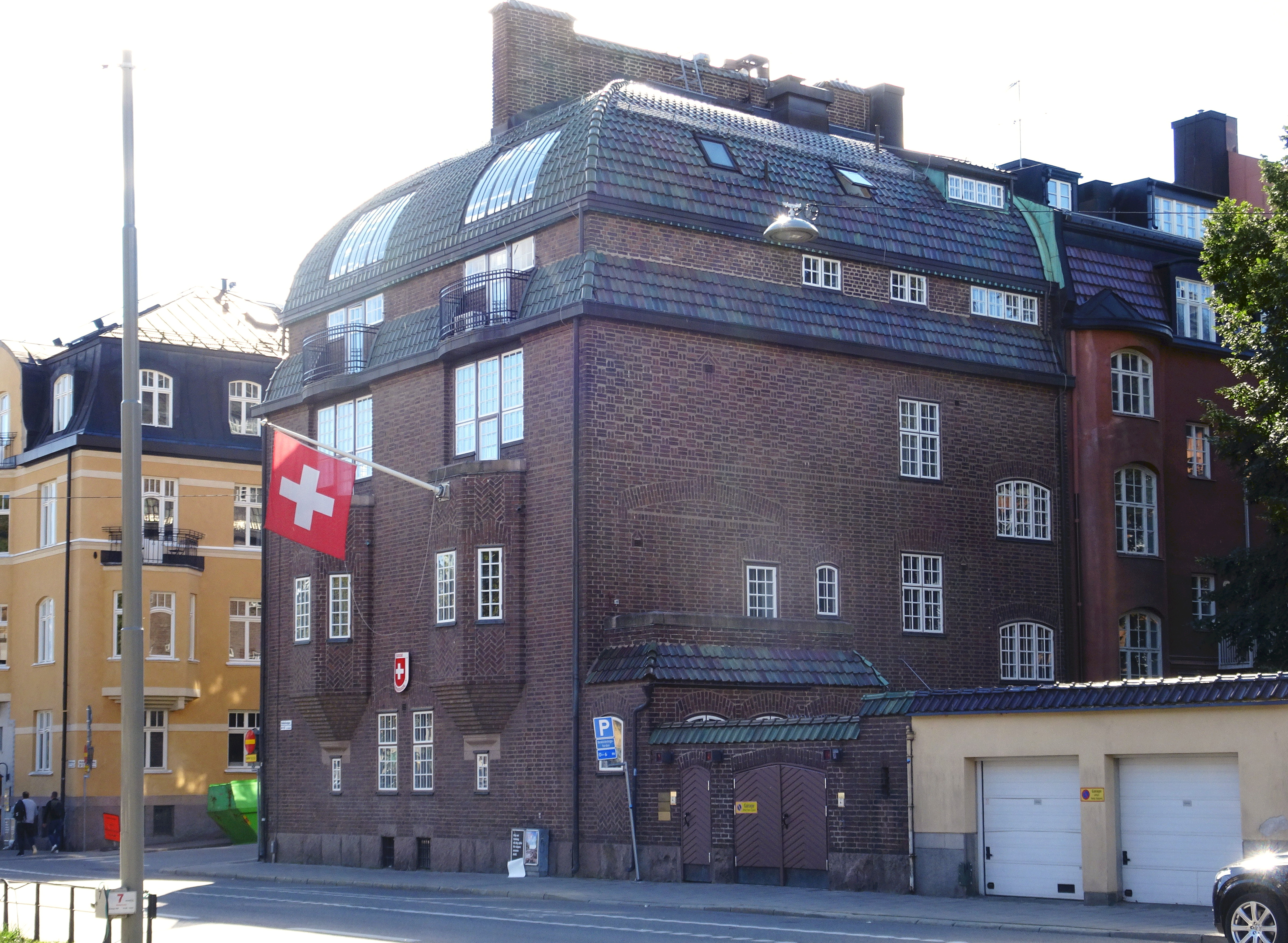
Schweiz (Trädlärkan 6)
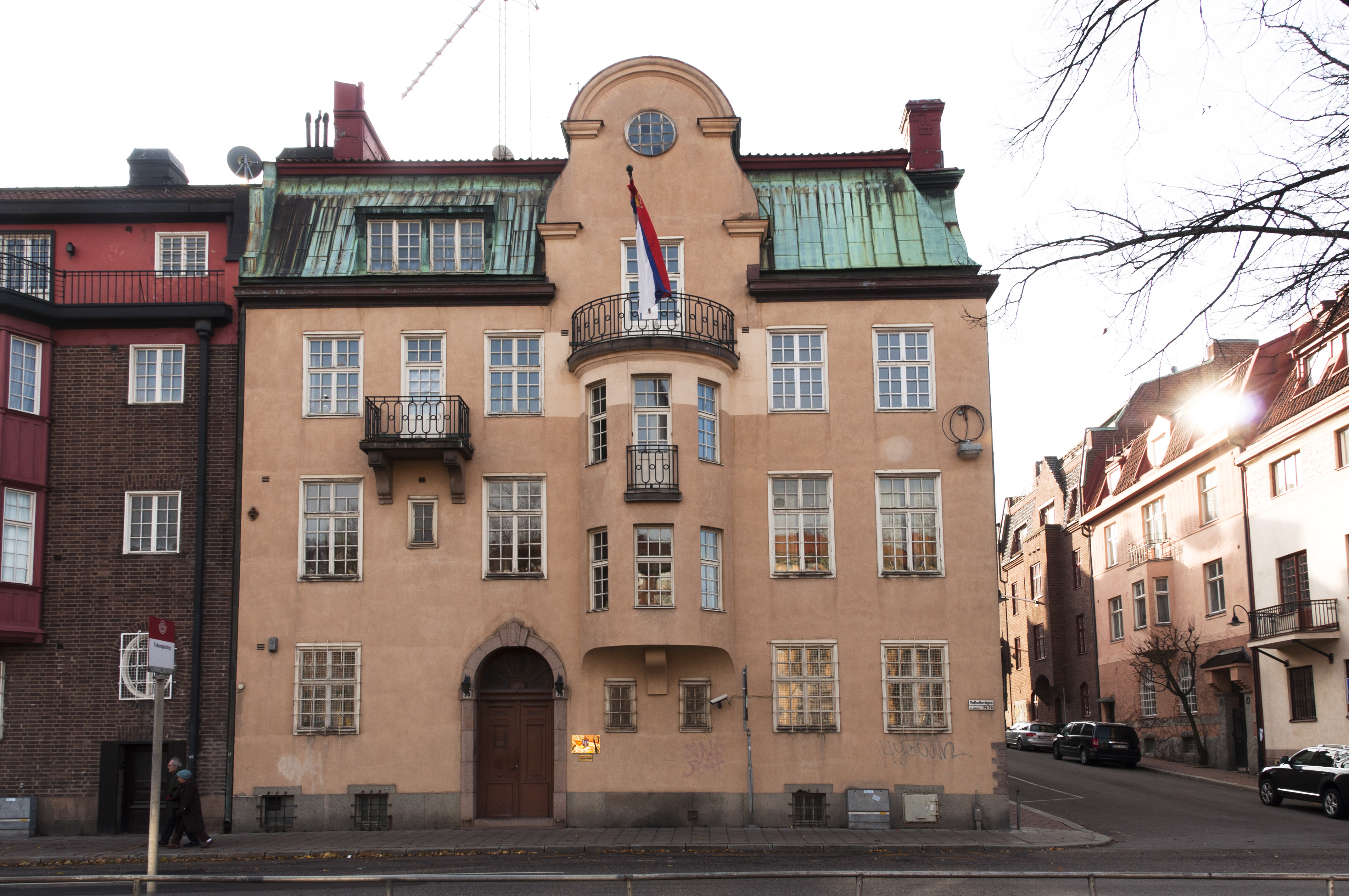
Före detta Serbien (Piplärkan 7)
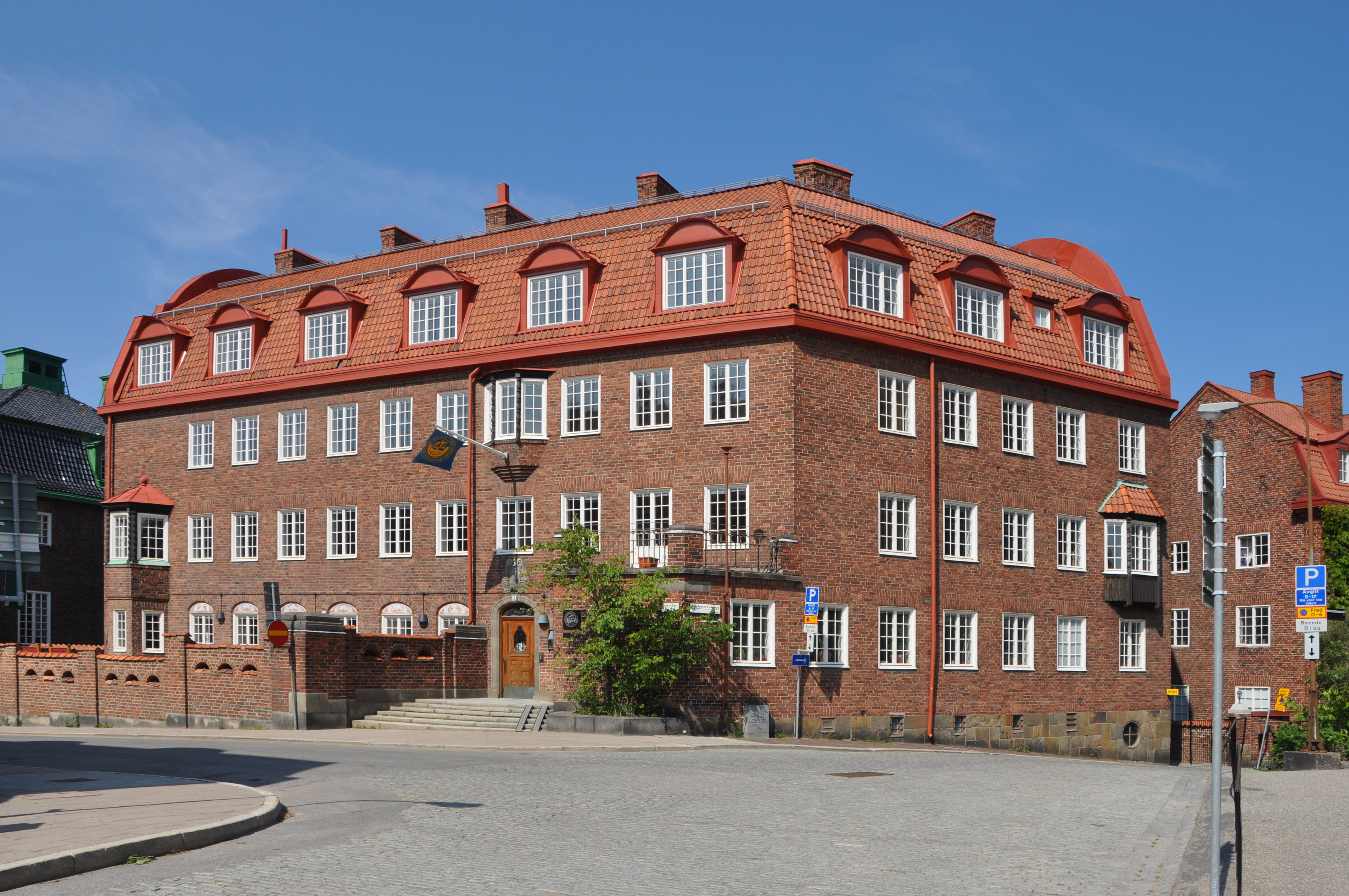
Före detta Östtyskland (Sidensvansen 6)

## Lärkstaden i kulturen
Under 1910-talet använde regissören Mauritz Stiller de nya gatorna för att filma kompletterande stadsmiljöer till filmer vilka annars i huvudsak spelats in Filmstaden i Råsunda, Solna. Miljöerna i Lärkstaden återfinns således bland annat i filmerna Den okända (1913), För sin kärleks skull (1914), Stormfågeln (1914), Vingarne (1916) och Thomas Graals bästa barn (1918). Bland senare filmer som nyttjat Lärkstaden exteriört återfinns En piga bland pigor (1924) och Morianerna (1965).